# Juicebox
"Juicebox" é uma canção da banda de rock americana The Strokes. É a segunda faixa e o primeiro single do terceiro álbum da banda, "First Impressions of Earth", e foi lançado nos EUA em outubro de 2005.
| “ | Esta canção pode ser sobre um namoro, uma amizade casual ou qualquer coisa que você queira pra valer. É uma das canções mais divertidas do disco. O titulo soa legal. Originalmente chamava-se Dracula’s Lunch, mas eu prefiro o som de Juicebox.” | ” |

Na canção Julian mostra uma técnica vocal excelente, bastante elogiada pela crítica.
O lado B do single é a canção "Hawaii".

## Antecedentes
A faixa vazou muito antes de ser lançada como single. O vazamento da canção obrigou a banda e a gravadora a liberá-la como single no iTunes mais cedo do que o previsto.

## Videoclipe
O vídeo foi dirigido por Michael Palmieri com fotografia de Christopher Doyle, e também conta com a participação do comediante David Cross como um DJ em uma estação de rádio em Nova York.
O vídeo causou polêmica porque continha cenas de conteúdo "sexual" consideradas explicítas, tanto que só pode ser veiculado na MTV americana depois de algumas edições e cortes feitas pelo diretor Palmieri.

## Faixas
CD
1. "Juicebox" - 3:17
2. "Hawaii" [ou "Hawaii Aloha"] - 3:55
3. "Juicebox" (Ao vivo no Rio de Janeiro, Brasil) - 3:37
4. "Juicebox" (Video sem cortes) - 5:01

Vinil (EUA)
1. "Juicebox" - 3:17
2. "Hawaii" [ou "Hawaii Aloha"] - 3:55
3. "Juicebox" (Ao vivo no Rio de Janeiro, Brasil) - 3:37

Vinil (UK)
1. "Hawaii" [ou "Hawaii Aloha"] - 3:55
2. "Juicebox" (Ao vivo no Rio de Janeiro, Brasil) - 3:37